# Basis-Emitter-Spannung

Spannungen an einem npn-Bipolartransistor

Unter Basis-Emitter-Spannung versteht man die elektrische Spannung, die zwischen dem Basis-Anschluss und dem Emitter-Anschluss an einem Bipolartransistor abfällt. 
Sobald an der Basis eine ausreichende Spannung anliegt, wird der Transistor „durchlässig“ und ein elektrischer Strom kann über die Kollektor-Emitter-Strecke fließen. Diese Basis-Emitter-Spannung wird in Datenblättern meist als UBE bezeichnet.
Bei einem npn-Transistor muss die Spannung dazu positiv und bei einem pnp-Typ negativ gegenüber dem Emitter sein.
Die Basis-Emitter-Spannung ändert sich leicht mit dem fließenden Strom, für viele Anwendungen ist es aber ausreichend, sie als konstant anzunehmen. Der Transistor wirkt dann wie ein Schalter, der bei ansteigender (NPN) bzw. absinkender (PNP) Spannung bei diesem Spannungswert von geöffnet (nichtleitend) auf geschlossen (leitend) umschaltet. Die Basis-Emitter-Spannung, ab der ein Bipolartransistor „durchlässig“ wird, hängt sowohl vom verwendeten Halbleitermaterial als auch von der Temperatur ab. Für Silicium bei Raumtemperatur beträgt der Wert etwa 600–700 mV, für Germanium liegt er bei etwa 200–300 mV.
Hat die Basis-Emitter-Spannung die gegenüber dem eben genannten Fall entgegengesetzte Polarität, so sperrt die Basis-Emitter-Diode, ebenso bleibt der ganze Transistor sperrend. Zu beachten ist allerdings, dass bei den meisten Transistortypen nur eine vergleichsweise geringe erlaubte Basis-Emitter-Sperrspannung spezifiziert ist (häufig im Bereich von etwa 5 V).